# Gnamptogenys
Gnamptogenys is een geslacht van mieren uit de onderfamilie van de Ectatomminae. De wetenschappelijke naam van het geslacht is voor het eerst geldig gepubliceerd in 1863 door Julius Roger.
Dit geslacht omvat ongeveer 140 soorten en komt voor in het Neotropisch gebied, het Oriëntaals gebied, delen van het Nearctisch gebied en van Australië.

## Soorten
- G. acuminata (Emery, 1896)
- G. acuta (Brown, 1956)
- G. albiclava (Mann, 1919)
- G. alfaroi (Emery, 1894)
- G. ammophila Lattke, 1990
- G. andersoni Mackay & Mackay, 2008
- G. andina Lattke, 1995
- G. annulata (Mayr, 1887)
- G. aspera Morgan, Mackay & Pachero, 2003
- G. aterrima (Mann, 1921)
- G. atrata Lattke, 2004
- G. auricula Mackay & Mackay, 2008
- G. banksi (Wheeler, W.M., 1930)
- G. bicolor (Emery, 1889)
- G. biloba Lattke, 2004
- G. binghamii (Forel, 1900)
- G. biquetra Lattke, 2002
- G. biroi (Emery, 1901)
- G. bispinosa (Emery, 1890)
- G. bisulca Kempf & Brown, 1968
- G. boliviensis Lattke, 1995
- G. bruchi (Santschi, 1922)
- G. brunnea Lattke, 1995
- G. bufonis (Mann, 1926)
- G. bulbopila Lattke, 2004
- G. caelata Kempf, 1967
- G. coccina Zhou, 2001
- G. concinna (Smith, F., 1858)
- G. continua (Mayr, 1887)
- G. costata (Emery, 1889)
- G. coxalis (Roger, 1860)
- G. crassicornis (Forel, 1912)
- G. crenaticeps (Mann, 1919)
- G. cribrata (Emery, 1900)
- G. cuneiforma Lattke, 1995
- G. curvoclypeata Lattke, 1990
- G. chapmani Brown, 1958
- G. delta Lattke, 2004
- G. dichotoma Mackay & Mackay, 2008
- G. ejuncida Lattke, 1995
- G. enodis Lattke, Fernández & Palacio, 2004
- G. epinotalis (Emery, 1897)
- G. ericae (Forel, 1912)
- G. extra Lattke, 1995
- G. falcaria Lattke, 2002
- G. falcifera Kempf, 1967
- G. fernandezi Lattke, 1990
- G. fieldi Lattke, 1990
- G. fistulosa Lattke, 2004
- G. flava Pacheco, Mackay & Morgan, 2004
- G. fontana Lattke, 2004
- G. gabata Lattke, 2004
- G. gastrodeia Lattke, 2004
- G. gentryi Lattke, 1995
- G. gracilis (Santschi, 1929)
- G. grammodes Brown, 1958
- G. haenschi (Emery, 1902)
- G. hartmani (Wheeler, W.M., 1915)
- G. haytiana (Wheeler, W.M. & Mann, 1914)
- G. helisa Lattke, 2004
- G. horni (Santschi, 1929)
- G. hyalina Lattke, 2004
- G. ilimani Lattke, 1995
- G. ingeborgae Brown, 1993
- G. insularis Lattke, 2002
- G. interrupta (Mayr, 1887)
- G. kempfi Lenko, 1964
- G. lacunosa Lattke, 2004
- G. laevior (Forel, 1905)
- G. lanei Kempf, 1960
- G. laticephala Lattke, 1995
- G. lavra Lattke, 2002
- G. leiolabia Lattke, 2004
- G. lineolata Brown, 1993
- G. lucaris Kempf, 1968
- G. lucida (Mann, 1919)
- G. luzonensis (Wheeler, W.M., 1929)
- G. macretes Brown, 1958
- G. major (Emery, 1901)
- G. malaensis (Mann, 1919)

- G. mecotyle Brown, 1958
- G. mediatrix Brown, 1958
- G. meghalaya Lattke, 2004
- G. menadensis (Mayr, 1887)
- G. menozzii (Borgmeier, 1928)
- G. mina (Brown, 1956)
- G. minuta (Emery, 1896)
- G. moelleri (Forel, 1912)
- G. mordax (Smith, F., 1858)
- G. nana Kempf, 1960
- G. nigrivitrea Lattke, 1995
- G. niuguinensis Lattke, 2004
- G. ortostoma Lattke, 2004
- G. palamala Lattke, 2004
- G. panda (Brown, 1948)
- G. paso Lattke, 2004
- G. perspicax Kempf & Brown, 1970
- G. pertusa Lattke, 2004
- G. petiscapa Lattke, 1990
- G. pilosa Lattke, 1995
- G. pittieri Lattke, 1990
- G. pleurodon (Emery, 1896)
- G. polytreta Lattke, 2004
- G. porcata (Emery, 1896)
- G. posteropsis (Gregg, 1951)
- G. preciosa Lattke, 2004
- G. rastrata (Mayr, 1866)
- G. regularis Mayr, 1870
- G. reichenspergeri (Santschi, 1929)
- G. relicta (Mann, 1916)
- G. rimulosa (Roger, 1861)
- G. rugodens Lattke, 2004
- G. rumba Lattke, 2002
- G. scalpta Lattke, 2004
- G. schmitti (Forel, 1901)
- G. semiferox Brown, 1958
- G. siapensis Lattke, 1995
- G. sichuanensis Lattke, 2004
- G. sila Lattke, 2004
- G. simulans (Emery, 1896)
- G. sinensis Wu & Xiao, 1987
- G. solomonensis Lattke, 2004
- G. stellae Lattke, 1995
- G. striatula Mayr, 1884
- G. strigata (Norton, 1868)
- G. striolata (Borgmeier, 1957)
- G. sulcata (Smith, F., 1858)
- G. taivanensis (Wheeler, W.M., 1929)
- G. toronates Lattke, 2004
- G. tortuolosa (Smith, F., 1858)
- G. transversa Lattke, 1995
- G. treta Lattke, 2004
- G. triangularis (Mayr, 1887)
- G. volcano Lattke, 1995
- G. vriesi Brandão & Lattke, 1990
- G. wheeleri (Santschi, 1929)
- G. wilsoni Lattke, 2007